# Jamie Uys
Jacobus Johannes Uys (30. svibnja 1921. – 29. siječnja 1996.), poznatiji kao Jamie Uys, bio je južnoafrički filmski redatelj.
Rodio se u Johannesburgu. U karijeri je snimio 24  filma. Proslavio ga je naslov "Daar doer in die bosveld"(film je snimljen na afrikaansu).
Među njegovim ostalim ostvarenjima, ističu se "Dingaka", "Smiješni ljudi" 1 i 2,"Životinje su prekrasni ljudi".
Ipak, njegov najuspješniji film je "Bogovi su pali na tjeme". U tom filmu on je producent, scenarist i redatelj.
Film je stekao legendaran status, jer je zaista urnebesna komedija.
Osim snimanja filmova, Jamie se bavio i botanikom, a živio je i "zdravi život". Imao je skromnu kuću, udaljenu oko 300 metara od plaže. Struja mu je bila nepoznata.
Umro je 1996. godine u svojoj 74. godini od srčanog udara.